# Resolución 1549 del Consejo de Seguridad de las Naciones Unidas
La resolución 1549 del Consejo de Seguridad de las Naciones Unidas, adoptada por unanimidad el 17 de junio de 2004, tras recordar todas las resoluciones anteriores sobre la situación en Liberia, en particular las resoluciones 1521 (2003) y 1532 (2004), el Consejo restableció un grupo de expertos para supervisar las sanciones internacionales contra Liberia. 

## Resolución
El Consejo de Seguridad tomó nota de informes anteriores de un grupo de expertos y del Secretario General sobre la situación en Liberia, y de un llamamiento del Gobierno de transición liberiano para que levante las sanciones contra la madera y los diamantes.
El grupo de expertos fue restablecido por un período que finalizó el 21 de diciembre de 2004 para realizar una misión de seguimiento a Liberia y los países vecinos a fin de investigar la aplicación y las posibles violaciones de las sanciones, y evaluar las repercusiones humanitarias y socioeconómicas de las medidas.  Se pidió al grupo que presentara dos informes sobre esas cuestiones antes del 30 de septiembre de 2004 y el 10 de diciembre de 2004. Además, se solicitó al Secretario General Kofi Annan que designara hasta cinco expertos para formar parte del grupo.
Se pidió al gobierno de transición que estableciera un régimen de certificado de origen adecuado para los diamantes y que estableciera su control sobre las zonas productoras de madera. Por último, se pidió a la comunidad internacional que ayudara al gobierno de transición de Liberia a través de la recuperación económica y la reconstrucción y que cooperara con el grupo de expertos y el Comité de sanciones.